# Segundo Gorostiaga
Segundo Gorostiaga – piłkarz paragwajski, obrońca.
Wziął udział w turnieju Copa América 1923, gdzie Paragwaj zajął trzecie miejsce. Gorostiaga zagrał tylko w meczu z Brazylią.
Razem z bratem Rufino Gorostiagą grał w klubie Club Libertad.